# Bukit Babahlipat
Bukit Babahlipat är en kulle i Indonesien.   Den ligger i provinsen Aceh, i den västra delen av landet, 1 600 km nordväst om huvudstaden Jakarta. Toppen på Bukit Babahlipat är 97 meter över havet.
Terrängen runt Bukit Babahlipat är varierad. Trakten runt Bukit Babahlipat är nära nog obefolkad, med mindre än två invånare per kvadratkilometer. I omgivningarna runt Bukit Babahlipat växer i huvudsak städsegrön lövskog.